# Andreas Schmidt (Fußballspieler, 1969)
Andreas Schmidt (* 26. Dezember 1969) ist ein ehemaliger deutscher Fußballspieler, der 1989 für die BSG Stahl Brandenburg in der DDR-Oberliga aktiv war. Schmidt ist mehrfacher Juniorennationalspieler.

## Sportliche Laufbahn
Andreas Schmidt machte frühzeitig im überregionalen DDR-Fußball auf sich aufmerksam. In der Saison 1987/88 spielte er mit der Juniorenmannschaft des Halleschen FC Chemie in der DDR-weiten Juniorenoberliga. Gleichzeitig gehörte er in dieser Spielzeit zum Kader der Nachwuchsnationalmannschaft, mit der er sieben offizielle Länderspiele bestritt und in der Regel als Abwehrspieler eingesetzt wurde.
Nachdem Schmidt im Sommer 1988 für den Männerbereich spielberechtigt geworden war, spielte er für die 2. Mannschaft des HFC in der drittklassigen Bezirksliga Halle. Zu Beginn der Saison 1989/90 wechselte der 1,78 m große Schmidt zur Betriebssportgemeinschaft (BSG) Stahl Brandenburg, die in der höchsten DDR-Fußballklasse, der DDR-Oberliga, vertreten war. Seinen ersten Einsatz in der Oberliga hatte er am 14. Oktober 1989 in der Begegnung des 7. Spieltages FC Rot-Weiß Erfurt – BSG Stahl (0:0), als er in 86. Minute eingewechselt wurde. Danach stand er bis zum Ende der Oberliga-Hinrunde fünfmal in der Startelf, viermal in der Abwehr und in einem Spiel als Mittelfeldakteur.
Als sich im Zuge der politischen Wende von 1989 die organisatorischen Zwänge im DDR-Fußball lockerten, konnte Andreas Schmidt Stahl Brandenburg wieder verlassen und sich Anfang 1990 dem Bezirksligisten FSV Lok Altmark Stendal anschließen. Mit den Stendalern stieg er am Saisonende in die zweitklassige NOFV-Liga auf. Diese wurde im Zuge der Neuordnung des DFB-Ligensystems ab der Saison 1991/92 zur drittklassigen Oberliga Nordost umgewandelt, in der Andreas Schmidt mit dem FSV Lok bis zum Ende der Spielzeit 1999/2000 aktiv war. Zu dieser Zeit war die Oberliga Nordost nur noch viertklassig (seit 1994/95). Schmidts sportlicher Höhepunkt in Stendal war das Mitwirken im Viertelfinalspiel des DFB-Pokals 1995 gegen den Bundesligisten Bayer 04 Leverkusen, das die Stendaler zuhause erst nach Elfmeterschießen verloren.

## Stationen
- 1988 bis 1989: Hallescher FC Chemie II
- 1989 bis 1990: BSG Stahl Brandenburg
- 1990 bis 2000: FSV Lok Altmark Stendal